# Todd Rundgren
Todd Harry Rundgren, född 22 juni 1948 i Upper Darby i Philadelphia, Pennsylvania, är en amerikansk musiker och musikproducent.

## Biografi
Todd Rundgren, vars far har svensk härstamning och mor tysk härstamning, inledde sin karriär som gitarrist i garagerockbandet The Nazz 1967. Där han skrev det mesta av låtarna till gruppens tre album Nazz, Nazz Nazz och Nazz III. Det sista färdigställdes dock utan honom då han hoppade av 1969 för att inleda en solokarriär.
Rundgren solodebuterade 1970 med albumet Runt. Det var dock hans tredje album Something/Anything? från 1972 som blev det verkliga genombrottet. Rundgren skrev låtarna, spelade alla instrument, sjöng och producerade själv albumet, som bland annat innehöll hitlåtarna "Hello It's Me" och "I Saw the Light". 1973 följde han upp med albumet A Wizard, a True Star, som var mer åt det psykedeliska hållet än poporienterade albumet Something/Anything?. 1974 bildade han progrockbandet Utopia som han släppte ett antal skivor med parallellt med sin solokarriär. Bandet gjorde tio album innan det upplöstes i mitten av 1980-talet.
Rundgren har också producerat flera album med andra artister, bland andra The Band, Patti Smith, New York Dolls, Tom Robinson Band, The Tubes och Meat Loaf. Meat Loafs Bat Out of Hell blev under Rundgrens omsorg ett av de bäst säljande albumen genom tiderna. Han sjöng även duetten "Loving You's A Dirty Job (But Somebody's Gotta Do It)" med Bonnie Tyler på hennes album Secret Dreams and Forbidden Fire från 1986.
Rundgren hade mellan 1972 och 1978 ett förhållande med sångerskan Bebe Buell. Han är även adoptivfar till Buells och Steven Tylers dotter Liv Tyler.

## Diskografi
- 1970 – Runt
- 1971 – Runt: The Ballad of Todd Rundgren
- 1972 – Something/Anything?
- 1973 – A Wizard, a True Star
- 1974 – Todd
- 1975 – Initiation
- 1976 – Faithful
- 1978 – Hermit of Mink Hollow
- 1978 – Back to the Bars (live)
- 1981 – Healing
- 1983 – The Ever Popular Tortured Artist Effect
- 1986 – A Cappella
- 1989 – Nearly Human
- 1991 – 2nd Wind
- 1993 – No World Order
- 1995 – The Individualist
- 1997 – With a Twist
- 2000 – One Long Year
- 2004 – Liars
- 2008 – Arena
- 2011 – Todd Rundgren's Johnson
- 2011 – (Re)Production
- 2013 – State
- 2015 – Global
- 2015 – Runddans (med Emil Nikolaisen och Hans-Peter Lindstrøm)
- 2017 – White Knight
- 2021 – Space Force